# Nathuram Godse
Nathuram Vinayak Godse (19 de maio de 1910 – 15 de novembro de 1949) foi o assassino de Mahatma Gandhi, no qual atirou no peito três vezes à queima-roupa em Nova Deli, em 30 de janeiro de 1948. Godse, um nacionalista hindu, acreditava que Gandhi havia favorecido as demandas políticas dos muçulmanos durante a partição da Índia, planejou o assassinato com Narayan Apte e seis outros conspiradores. Depois de um julgamento que durou mais de um ano, foi condenado à morte em 8 de novembro de 1949. Apesar dos pedidos de comutação terem sido feitos pelos dois filhos de Gandhi, Manilal e Ramdas, eles foram rejeitados pelo primeiro-ministro da Índia, Jawaharlal Nehru, pelo vice-primeiro-ministro Sardar Vallabhbhai Patel e pelo governador-geral Chakravarthi Rajagopalachari. Godse foi enforcado na Cadeia Central de Ambala em 15 de novembro de 1949.